# Perrefitte
Perrefitte är en ort och kommun i distriktet Jura bernois i kantonen Bern, Schweiz. Kommunen har 481 invånare (2023).